# Bogusław Major
Bogusław Major (ur. 30 lipca 1945) – polski profesor nauk technicznych. Specjalizuje się w zagadnieniach z zakresu Inżynierii materiałowej, metalurgii oraz technologii laserowych. Członek korespondent Polskiej Akademii Nauk od 2010 roku. Jest również członkiem Polskiej Akademii Umiejętności. Wykładowca i przewodniczący Rady Naukowej w Instytucie Metalurgii i Inżynierii Materiałowej im. Aleksandra Krupkowskiego PAN.
Doktoryzował się w 1976 roku, habilitację uzyskał trzynaście lat później. Tytuł profesora nadano mu w 2003 roku.

## Nagrody i wyróżnienia
Uhonorowany m.in.:
- Nagrodą Prezesa PAN (2004)
- Nagrodą Ministra Nauki i Informatyzacji (2005)
- Srebrnym Krzyżem Zasługi (1989)
- Krzyżem Kawalerskim oraz Oficerskim Orderu Odrodzenia Polski (2005, 2012)